# Liste des navires coulés par sous-marins par nombre de morts

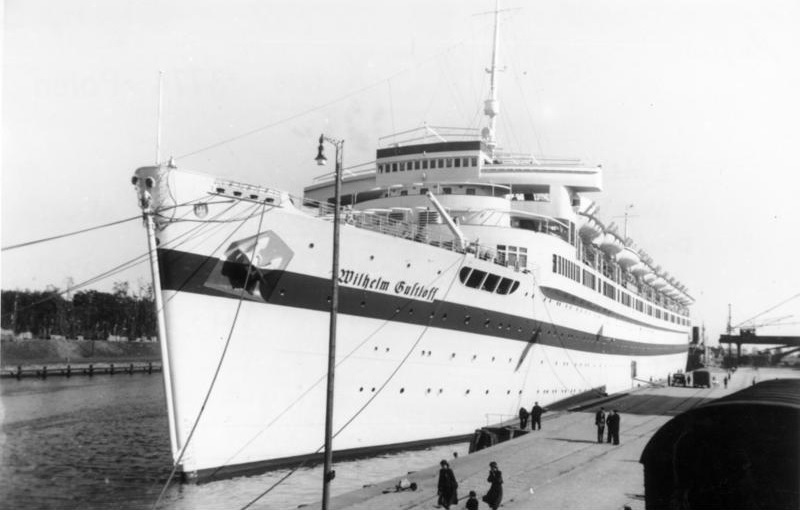
Les naufrages les plus meurtriers sont survenus lorsqu'un navire à passagers était surchargé de soldats, de prisonniers et de réfugiés. Ci-dessous, le Wilhelm Gustloff, torpillé en mer Baltique par un sous-marin soviétique.

Les torpilles automotrices ont considérablement augmenté l'efficacité des sous-marins. Les premières patrouilles effectuées le premier mois de la Première Guerre mondiale consistait à couler seulement les navires de guerre de type croiseurs. Les mois suivant, les sous-marins signalaient à l'équipage de stopper le navire puis l'envoyaient par le fond en ayant évacué l'équipage, conformément au droit international. Après la guerre sous-marine totale qui débute en février 1915, tout bâtiment de la marine marchande peut être coulé sans avertissement. Bon nombre de grands navires ont été torpillés par des forces alliées inconnues, quelquefois par erreur, et les sous-marins qui les coulaient étaient trop petits pour secourir la totalité des survivants. Les naufrages meurtriers continuèrent pendant la Seconde Guerre mondiale, il y eut également quelques naufrages ultérieurs.

## Liste des navires coulés par les sous-marins ayant provoqué au moins 190 morts
| Décès       | Nom                       | Type                                                              | Nationalité                | Date              | Sous-marin                  |
| ----------- | ------------------------- | ----------------------------------------------------------------- | -------------------------- | ----------------- | --------------------------- |
| 9 343       | Wilhelm Gustloff          | Navire de croisière servant de navire d'évacuation                | Reich allemand             | 30 janvier 1945   | S-13                        |
| 6 500       | Goya                      | Cargo servant de navire d'évacuation                              | Reich allemand             | 16 avril 1945     | L-3                         |
| 5 620       | Junyō Maru                | Hell ship                                                         | Japon                      | 18 septembre 1944 | HMS Tradewind               |
| 5 400       | Toyama Maru               | Transport de troupes                                              | Japon                      | 29 juin 1944      | USS Sturgeon                |
| 4 998       | Ryusei Maru               | Transport de troupes                                              | Japon                      | 24 février 1944   | USS Rasher                  |
| 4 890       | Tamatsu Maru              | Transport de troupes                                              | Japon                      | 19 août 1944      | USS Spadefish               |
| 3 608       | General von Steuben       | Paquebot servant de navire d'évacuation                           | Reich allemand             | 10 février 1945   | S-13                        |
| 3 546       | Mayasan Maru (en)         | Transport de troupes                                              | Japon                      | 18 novembre 1944  | USS Picuda                  |
| 3 219       | Nikkin Maru (en)          | Transport de troupes                                              | Japon                      | 30 juin 1944      | USS Tang                    |
| 3 000       | Tango Maru                | Hell ship                                                         | Japon                      | 24 février 1944   | USS Rasher                  |
| 2 765       | Lima Maru (en)            | Transport de troupes                                              | Japon                      | 8 février 1944    | USS Snook                   |
| 2 670       | Petrella (en)             | Transport de prisonniers                                          | Reich allemand             | 8 février 1944    | HMS Sportsman               |
| 2 665       | Teia Maru (en)            | Transport de troupes                                              | Japon                      | 19 août 1944      | USS Rasher                  |
| 2 649       | Yoshida Maru No. 1 (en)   | Transport de troupes                                              | Japon                      | 26 avril 1944     | USS Jack                    |
| 2 495       | Yoshino Maru (en)         | Transport de troupes                                              | Japon                      | 31 juillet 1944   | USS Parche                  |
| 2 475       | Sakito Maru (en)          | Transport de troupes                                              | Japon                      | 1er mars 1944     | USS Trout                   |
| 2 246       | Akitsu Maru               | Porte-avions d'escorte                                            | Marine impériale japonaise | 14 novembre 1944  | USS Queenfish               |
| 2 134       | Hawaii Maru (en)          | Transport de troupes                                              | Japon                      | 2 décembre 1944   | USS Sea Devil               |
| 2 113       | Edogawa Maru (en)         | Transport de troupes                                              | Japon                      | 17 novembre 1944  | USS Sunfish (en)            |
| 2 089       | Dainichi Maru             | Transport de troupes                                              | Japon                      | 8 octobre 1944    | USS Gurnard (en)            |
| 2 035       | Chichibu Maru (en)        | Transport de troupes                                              | Japon                      | 28 avril 1943     | USS Gudgeon (en)            |
| 2 008       | Awa Maru                  | Paquebot                                                          | Japon                      | 1er avril 1945    | USS Queenfish               |
| 2 000       | SS Ural Maru              | Paquebot                                                          | Japon                      | 27 septembre 1944 | USS Flasher                 |
| 1 934       | Nichiren Maru             | Transport de troupes                                              | Japon                      | 16 mars 1944      | USS Tautog                  |
| 1 926       | SS Principe Umberto       | Transport de troupes                                              | Royaume d'Italie           | 8 juin 1916       | SM U-5 (en)                 |
| 1 773       | Arisan Maru               | Hell ship                                                         | Japon                      | 24 octobre 1944   | USS Snook ou USS Shark (en) |
| 1 747       | Arabia Maru               | Transport de troupes                                              | Japon                      | 18 octobre 1944   | USS Bluegill                |
| 1 704       | Denmark Maru              | Transport de troupes                                              | Japon                      | 16 janvier 1944   | USS Whale (en)              |
| 1 650       | Taihō                     | Porte-avions d'escorte                                            | Marine impériale japonaise | 19 juin 1944      | USS Albacore                |
| 1 621       | Laconia                   | Paquebot / Transport de troupes                                   | Royaume-Uni                | 12 septembre 1942 | U-156                       |
| 1 602       | Daisyō Maru               | Transport de troupes                                              | Japon                      | 26 octobre 1944   | USS Drum                    |
| 1 576       | Marei Maru                | Transport de troupes                                              | Japon                      | 25 janvier 1945   | USS Silversides             |
| 1 540       | Kōshū Maru                | Hell ship                                                         | Japon                      | 4 août 1944       | USS Ray (en)                |
| 1 539       | Kenzui Maru               | Transport de troupes                                              | Japon                      | 23 décembre 1944  | USS Blenny (en)             |
| 1 529       | Tsushima Maru (en)        | Cargo servant de navire d'évacuation                              | Japon                      | 22 août 1944      | USS Bowfin                  |
| 1 471       | Jinyō Maru                | Transport de troupes                                              | Japon                      | 7 décembre 1944   | USS Trepang (en)            |
| 1 451       | Hakuyō Maru               | Transport de troupes                                              | Japon                      | 25 octobre 1944   | USS Seal (en)               |
| 1 450       | Maebashi Maru             | Transport de troupes                                              | Japon                      | 30 septembre 1943 | USS Pogy (en)               |
| 1 435       | Shinano                   | Porte-avions                                                      | Marine impériale japonaise | 29 novembre 1944  | USS Archerfish              |
| 1 428       | Shiranesan Maru           | Transport de troupes                                              | Japon                      | 19 octobre 1944   | USS Raton (en)              |
| 1 400       | Tatsuta Maru (en)         | Transport de troupes                                              | Japon                      | 9 février 1943    | USS Tarpon (en)             |
| 1 394       | Mizuho Maru               | Transport de troupes                                              | Japon                      | 21 septembre 1944 | USS Redfish                 |
| 1 384       | Fuso Maru (en)            | Transport de troupes                                              | Japon                      | 31 juillet 1944   | USS Steelhead (en)          |
| 1 338       | Gallia                    | Transport de troupes                                              | France                     | 8 octobre 1916    | SM U-35                     |
| 1 310       | Awata Maru                | Transport de troupes                                              | Japon                      | 22 octobre 1943   | USS Grayback                |
| 1 300       | Ashigara                  | Croiseur lourd                                                    | Marine impériale japonaise | 8 juin 1945       | HMS Trenchant               |
| 1 291       | SS Conte Rosso            | Transport de troupes                                              | Royaume d'Italie           | 24 mai 1941       | HMS Upholder                |
| 1 279       | Khedive Ismail (en)       | Transport de troupes                                              | Royaume-Uni                | 12 février 1944   | I-27                        |
| 1 273       | Tsuyama Maru              | Transport de troupes                                              | Japon                      | 2 octobre 1944    | USS Pomfret (en)            |
| 1 272       | Shōkaku                   | Porte-avions                                                      | Marine impériale japonaise | 19 juin 1944      | USS Cavalla                 |
| 1 262       | Nichiran Maru             | Transport de troupes                                              | Japon                      | 12 juillet 1944   | USS Piranha (en)            |
| 1 250       | Chūyō                     | Porte-avions d'escorte                                            | Marine impériale japonaise | 4 décembre 1943   | USS Sailfish                |
| 1 240       | Unryū                     | Porte-avions                                                      | Marine impériale japonaise | 19 décembre 1944  | USS Redfish                 |
| 1 201       | Lusitania                 | Paquebot                                                          | Royaume-Uni                | 7 mai 1915        | SM U-20                     |
| 1 200       | Takachiho Maru            | Paquebot                                                          | Japon                      | 19 mars 1943      | USS Kingfish (en)           |
| 1 200       | Kongō                     | Cuirassé rapide                                                   | Marine impériale japonaise | 21 novembre 1944  | USS Sealion                 |
| 1 188       | Yasukuni Maru (en)        | Transport de troupes                                              | Japon                      | 24 janvier 1944   | USS Trigger (en)            |
| 1 184       | Rashin Maru               | Transport de troupes                                              | Japon                      | 8 août 1945       | USS Pargo (en)              |
| 1 159       | SS Rakuyō Maru            | Hell ship                                                         | Japon                      | 12 septembre 1944 | USS Sealion                 |
| 1 130       | Shin'yō                   | Porte-avions d'escorte                                            | Marine impériale japonaise | 17 novembre 1944  | USS Spadefish               |
| 1 118       | Hakozaki Maru             | Paquebot                                                          | Japon                      | 19 mars 1945      | USS Balao                   |
| 1 073       | Fukuyo Maru               | Transport de troupes                                              | Japon                      | 6 décembre 1944   | USS Segundo (en)            |
| 1 053       | SS Montevideo Maru        | Hell ship                                                         | Japon                      | 1er juillet 1942  | USS Sturgeon                |
| 995         | Galilea                   | Transport de troupes                                              | Royaume d'Italie           | 28 mars 1942      | HMS Proteus                 |
| 956         | Taihei Maru               | Transport de troupes                                              | Japon                      | 9 juillet 1944    | USS Sunfish                 |
| 935         | Royal Edward              | Transport de troupes                                              | Royal Navy                 | 13 août 1915      | SM UB-14                    |
| 921         | Città di Palermo          | Croiseur auxiliaire servant de trésorerie                         | Regia Marina               | 5 janvier 1942    | HMS Proteus                 |
| 930         | La Provence               | Transport de troupes                                              | France                     | 26 février 1916   | SM U-35                     |
| 883         | USS Indianapolis          | Croiseur lourd                                                    | United States Navy         | 30 juillet 1945   | I-58                        |
| 880         | Verona (en)               | Transport de troupes                                              | Royaume d'Italie           | 11 mai 1918       | SM UC-52                    |
| 870         | Minas (en)                | Transport de troupes                                              | Royaume d'Italie           | 15 février 1917   | SM U-39                     |
| 866         | Scillin (en)              | Cargo servant de navire de prisonniers de guerre                  | Royaume d'Italie           | 14 novembre 1942  | HMS Sahib                   |
| 865         | SS Arandora Star          | Paquebot servant de navire de prisonniers de guerre               | Royaume-Uni                | 2 juillet 1940    | U-47                        |
| 862         | HMS Barham                | Super-dreadnought                                                 | Royal Navy                 | 25 novembre 1941  | U-331                       |
| 856         | Nova Scotia               | Transport de troupes / Navire de prisonniers de guerre            | Royaume-Uni                | 28 novembre 1942  | U-177                       |
| 856         | Tenryō Maru               | Transport de troupes                                              | Japon                      | 29 mai 1945       | USS Sterlet (en)            |
| 846         | Lisbon Maru               | Hell ship                                                         | Japon                      | 1er octobre 1942  | USS Grouper (en)            |
| 819         | Léopoldville              | Transport de troupes                                              | Belgique                   | 24 décembre 1944  | U-486                       |
| 817         | Taiyō Maru (en)           | Paquebot                                                          | Japon                      | 8 mai 1942        | USS Grenadier               |
| 810         | Akane Maru                | Transport de troupes                                              | Japon                      | 6 octobre 1944    | USS Whale                   |
| 800         | Francesco Crispi          | Transport de troupes                                              | Royaume d'Italie           | 19 avril 1943     | HMS Saracen                 |
| 786         | HMS Royal Oak             | Super-dreadnought                                                 | Royal Navy                 | 14 octobre 1939   | U-47                        |
| 768         | MV Struma (en)            | Goélette à moteur                                                 | Panama                     | 24 février 1942   | Shch-213 (en)               |
| 754         | Athos                     | Paquebot                                                          | France                     | 17 février 1917   | SM U-65                     |
| 747         | Taiyō                     | Porte-avions d'escorte                                            | Marine impériale japonaise | 18 août 1944      | USS Rasher                  |
| 740         | Le Calvados (en)          | Transport de troupes                                              | France                     | 4 novembre 1915   | SM U-38                     |
| 700         | Shuntien (en)             | Navire marchand côtier servant de navire de prisonniers de guerre | Royaume-Uni                | 23 décembre 1941  | U-559                       |
| 688         | Shinyō Maru (en)          | Hell ship                                                         | Japon                      | 7 septembre 1944  | USS Paddle (en)             |
| 686         | Taisei Maru               | Transport de troupes                                              | Japon                      | 19 avril 1945     | USS Sunfish                 |
| 684         | Léon Gambetta             | Croiseur cuirassé                                                 | Marine nationale           | 27 avril 1915     | SM U-5                      |
| 683         | USS Juneau                | Croiseur léger                                                    | United States Navy         | 13 novembre 1942  | I-26                        |
| 675         | Dorchester (en)           | Transport de troupes                                              | USA                        | 3 février 1943    | U-223                       |
| 672         | SMS Prinz Adalbert        | Croiseur cuirassé                                                 | Kaiserliche Marine         | 23 octobre 1915   | HMS E8                      |
| 668         | Nikkō Maru                | Navire à passagers et cargo                                       | Japon                      | 9 avril 1945      | USS Tirante (en)            |
| 667         | Taito Maru                | Cargo servant de navire d'évacuation                              | Japon                      | 22 août 1945      | L-12                        |
| 658         | Tateyama Maru             | Transport de troupes                                              | Japon                      | 1er mars 1945     | USS Sterlet                 |
| 656         | Sanka Maru                | Transport de troupe                                               | Japon                      | 10 mars 1945      | USS Kete (en)               |
| 654         | Ceramic                   | Paquebot                                                          | Royaume-Uni                | 7 décembre 1942   | U-515                       |
| 648         | Suffren                   | Pré-dreadnought                                                   | Marine nationale           | 26 novembre 1916  | SM U-52                     |
| 644         | USS Liscome Bay           | Porte-avions d'escorte                                            | United States Navy         | 24 novembre 1943  | I-175                       |
| 643         | HMS Hampshire (en)        | Croiseur cuirassé                                                 | Royal Navy                 | 5 juin 1916       | SM U-75                     |
| 638         | Sant Anna                 | Transport de troupes                                              | France                     | 11 mai 1918       | SM UC-54                    |
| 638         | Ogasawara Maru            | Câblier servant de navire d'évacuation                            | Japon                      | 22 août 1945      | L-12                        |
| 615         | Suez Maru (en)            | Hell ship                                                         | Japon                      | 29 novembre 1943  | USS Bonefish (en)           |
| 611         | Sidi-Bel-Abbès            | Transport de troupes                                              | France                     | 20 avril 1943     | U-565                       |
| 610         | Aragon (en)               | Transport de troupes                                              | Royal Navy                 | 30 décembre 1917  | SM UC-34                    |
| 597         | Pallada                   | Croiseur protégé                                                  | Marine impériale russe     | 11 octobre 1914   | SM U-26                     |
| 595         | Tamahoko Maru (en)        | Hellship                                                          | Japon                      | 24 juin 1944      | USS Tang                    |
| 574         | Nigitsu Maru              | Navire dépôt de débarquement servant de transport de troupes      | Japon                      | 12 janvier 1944   | USS Hake                    |
| 570         | Trento                    | Croiseur lourd                                                    | Regia Marina               | 15 juin 1942      | HMS Umbra                   |
| 562         | HMS Cressy                | Croiseur cuirassé                                                 | Royal Navy                 | 22 septembre 1914 | SM U-9                      |
| 555         | Euterpe                   | Transport de troupes                                              | Autriche-Hongrie           | 11 août 1918      | F 7                         |
| 547         | HMS Formidable            | Pré-dreadnought                                                   | Royal Navy                 | 1er janvier 1915  | SM U-24                     |
| 544         | Konron Maru               | Transport de troupes                                              | Japon                      | 5 octobre 1943    | USS Wahoo                   |
| 530         | RMS Leinster (en)         | Ferry                                                             | Royaume-Uni                | 10 octobre 1918   | SM UB-123                   |
| 527         | HMS Aboukir               | Croiseur cuirassé                                                 | Royal Navy                 | 22 septembre 1914 | SM U-9                      |
| 526         | HMS Hawke                 | Croiseur protégé                                                  | Royal Navy                 | 15 octobre 1914   | SM U-9                      |
| 523         | Aden Maru                 | Transport de troupes                                              | Japon                      | 6 mai 1944        | USS Gurnard                 |
| 518         | HMS Courageous            | Porte-avions                                                      | Royal Navy                 | 17 septembre 1939 | U-29                        |
| 514         | HMS Avenger               | Porte-avions d'escorte                                            | Royal Navy                 | 15 novembre 1942  | U-155                       |
| 503         | Nankin Maru               | Transport de troupes                                              | Japon                      | 17 mars 1945      | USS Spot (en)               |
| Environ 500 | Rooseboom (en)            | Transport de troupes                                              | Pays-Bas                   | 1er mars 1942     | I-59                        |
| 497         | Tembien                   | Cargo servant de navire de prisonniers de guerre                  | Royaume d'Italie           | 27 février 1942   | HMS Upholder                |
| 488         | Kachidoki Maru            | Hell ship                                                         | Japon                      | 12 septembre 1944 | USS Pampanito               |
| 484         | SS Yoma                   | Transport de troupes                                              | Royaume-Uni                | 17 juin 1943      | U-81                        |
| 484         | Armando Diaz              | Croiseur léger                                                    | Regia Marina               | 25 février 1941   | HMS Upright                 |
| 470         | HMS Galatea               | Croiseur léger                                                    | Royal Navy                 | 14 décembre 1941  | U-557                       |
| 461         | Ikoma Maru                | Hell ship                                                         | Japon                      | 20 janvier 1944   | USS Seahorse (en)           |
| 452         | Kenjo Maru                | Transport de troupes                                              | Japon                      | 7 décembre 1944   | USS Razorback               |
| 450         | Bahia Laura               | Transport de troupes                                              | Reich allemand             | 30 août 1941      | HMS Trident                 |
| 450         | Tama                      | Croiseur léger                                                    | Marine impériale japonaise | 20 octobre 1944   | USS Jallao                  |
| 448         | Seisho Maru (en)          | Transport de troupes                                              | Japon                      | 18 novembre 1944  | USS Sunfish                 |
| 440         | Asama Maru (en)           | Hell ship                                                         | Japon                      | 1er novembre 1944 | USS Atule (en)              |
| 436         | SS Djemnah (en)           | Paquebot                                                          | France                     | 14 juillet 1918   | SM UB-105                   |
| 432         | Cittá di Messina          | Transport de troupes                                              | Royaume d'Italie           | 12 janvier 1941   | HMS Regent                  |
| 419         | HMS Dunedin               | Croiseur léger                                                    | Royal Navy                 | 24 novembre 1941  | U-124                       |
| 417         | HMS Penelope              | Croiseur léger                                                    | Royal Navy                 | 18 février 1944   | U-410                       |
| 414         | Transylvania (en)         | Transport de troupes                                              | Royaume-Uni                | 4 mai 1917        | SM U-63                     |
| 400         | Balkan                    | Transport de troupes                                              | France                     | 16 août 1918      | SM UB-48                    |
| 392         | Empress of Canada         | Transport de troupes                                              | Royaume-Uni                | 13 mars 1943      | Leonardo da Vinci           |
| 381         | Giovanni delle Bande Nere | Croiseur léger                                                    | Regia Marina               | 1er avril 1942    | HMS Urge                    |
| 379         | Brazza                    | Paquebot                                                          | France                     | 28 mai 1940       | U-37                        |
| 375         | HMS Hogue                 | Croiseur cuirassé                                                 | Royal Navy                 | 22 septembre 1914 | SM U-9                      |
| 374         | Amiral Charner            | Croiseur cuirassé                                                 | Marine nationale           | 8 février 1916    | SM U-21                     |
| 373         | Marina Raskova            | Navire marchand                                                   | URSS                       | 13 août 1944      | U-365                       |
| 369         | HMS Fidelity              | Q-ship                                                            | Royal Navy                 | 30 décembre 1942  | U-435                       |
| 364         | Doggerbank                | Forceur de blocus                                                 | Reich allemand             | 3 mars 1943       | U-43                        |
| 362         | Abosso (en)               | Paquebot                                                          | Royaume-Uni                | 29 octobre 1942   | U-575                       |
| 360         | Calabria (en)             | Cargo et navire à passagers                                       | Royaume-Uni                | 8 décembre 1940   | U-103                       |
| 360         | Almeda Star (en)          | Paquebot                                                          | Royaume-Uni                | 17 janvier 1941   | U-96                        |
| 360         | Atago                     | Croiseur lourd                                                    | Marine impériale japonaise | 23 octobre 1944   | USS Darter                  |
| 349         | Nagara                    | Croiseur léger                                                    | Marine impériale japonaise | 7 août 1944       | USS Croaker                 |
| 344         | Medjerda                  | Transport de troupes                                              | France                     | 11 mai 1917       | SM U-34                     |
| 343         | Emma                      | Cargo / Transport de troupes                                      | Royaume d'Italie           | 16 janvier 1943   | HMS Splendid                |
| 336         | Maya                      | Croiseur lourd                                                    | Marine impériale japonaise | 23 octobre 1944   | USS Dace                    |
| 336         | Diana (en)                | Aviso / Sloop                                                     | Royaume d'Italie           | 29 juin 1942      | HMS Thrasher                |
| 334         | Persia (en)               | Paquebot                                                          | Royaume-Uni                | 30 décembre 1915  | SM U-38                     |
| 330         | Natori                    | Croiseur léger                                                    | Marine impériale japonaise | 18 août 1944      | USS Hardhead                |
| 323         | ARA General Belgrano      | Croiseur léger                                                    | Marine argentine           | 2 mai 1982        | HMS Conqueror               |
| 320         | Sebastiano Veniero (en)   | Cargo servant de navire de prisonniers de guerre                  | Royaume d'Italie           | 9 décembre 1941   | HMS Porpoise                |
| 307         | Urakaze                   | Destroyer                                                         | Marine impériale japonaise | 21 novembre 1944  | USS Sealion                 |
| 305         | Mefküre                   | Goélette à moteur                                                 | Turquie                    | 5 août 1944       | Shch-215 (en)               |
| 300         | Andrea Sgarallino         | Navire à passagers                                                | Royaume d'Italie           | 22 septembre 1943 | HMS Uproar                  |
| 270         | Baependy                  | Cargo                                                             | Brésil                     | 15 août 1942      | U-507                       |
| 194         | INS Khukri                | Frégate                                                           | Indian Navy                | 9 décembre 1971   | PNS Hangor                  |
| 190         | Isuzu                     | Croiseur léger                                                    | Marine impériale japonaise | 7 avril 1945      | USS Gabilan & USS Charr     |